# Kalich aréna
Kalich aréna je aréna v Litoměřicích. Jedná se o zimní stadion postavený v letech 1969–72, který v letech 2009 až 2010 prošel nákladnou rekonstrukcí, přestavbou a dostavbou. Kromě kluziště pro bruslení a lední hokej lze hlavní halu využívat i na in-line hokej. Areál obsahuje dále dvě tělocvičny (malou a velkou), posilovnu, saunu, vířivku, ubytovnu, klubovnu, restauraci a dvě parkoviště. Aréna je sídlem hokejového klubu HC Stadion Litoměřice. Kapacita hlavního sportoviště činí celkem 1740 sedících diváků.
Rekonstrukce stála přibližně 295 milionů korun a po jejím ukončení celý areál slouží od 10. května 2010 veřejnosti. Slavnostního otevření po rekonstrukci se osobně zúčastnil tehdejší senátor Alexandr Vondra.

## Galerie

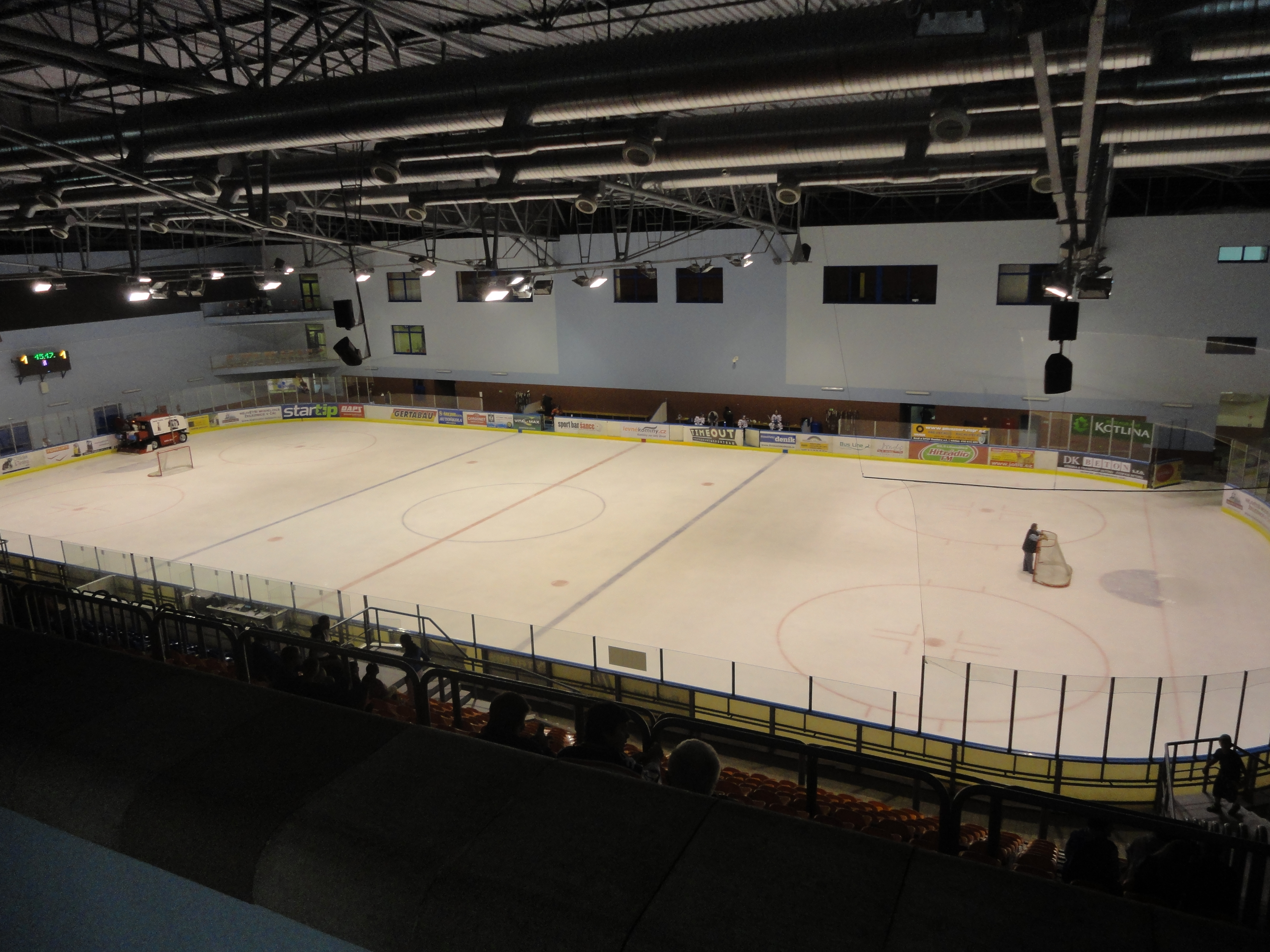
Interiér (2012)
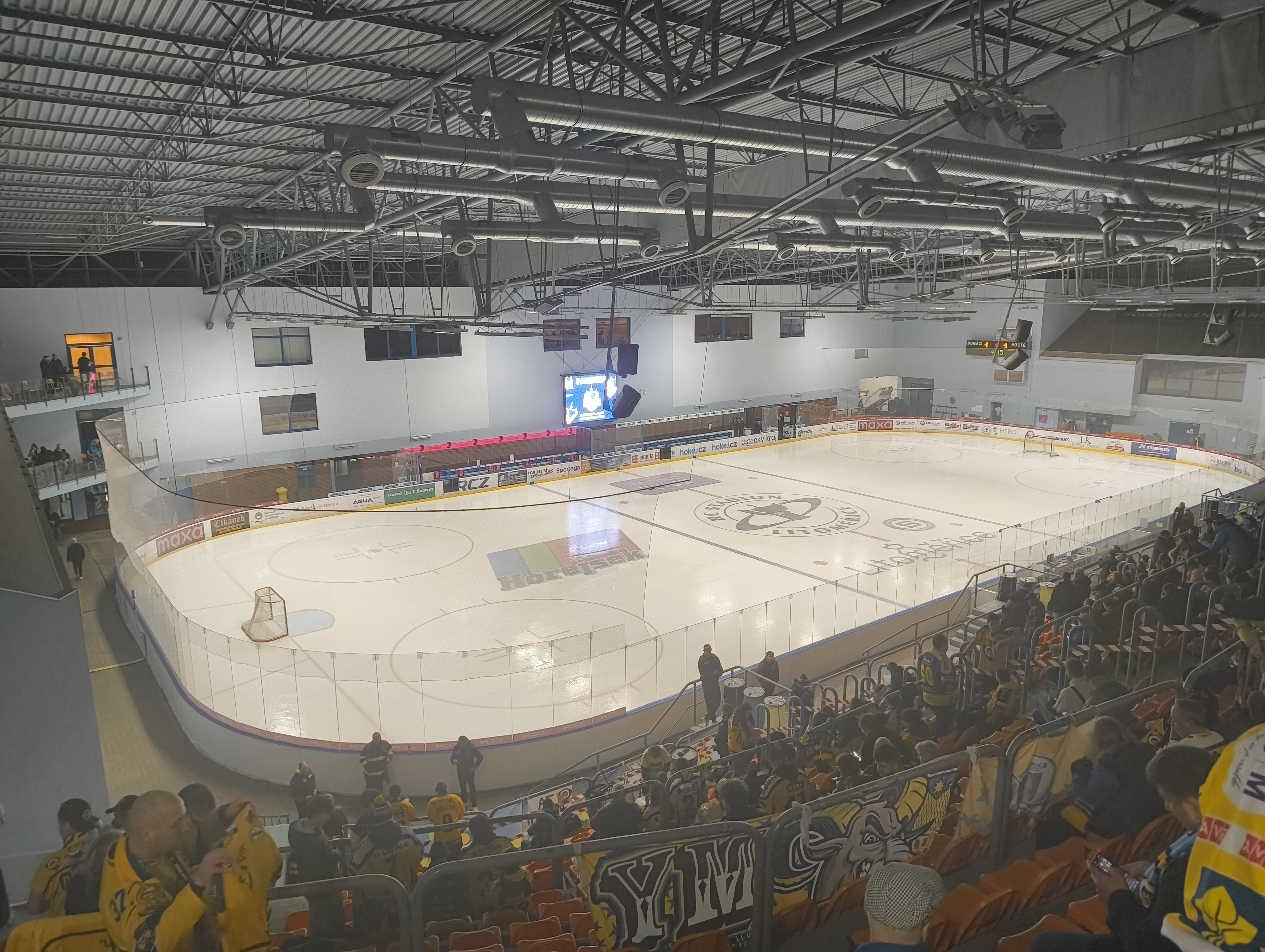
Interiér (2025)